# فريديرك لامبرت
فريديرك لامبرت هي لاعبة كرة الراح ‏ كندية، ولدت في 27 مارس 1992 في مونتريال في كندا.

## روابط خارجية
- فريديرك لامبرت على موقع اللجنة الأولمبية الكندية (الإنجليزية)